# 40mm-granaat

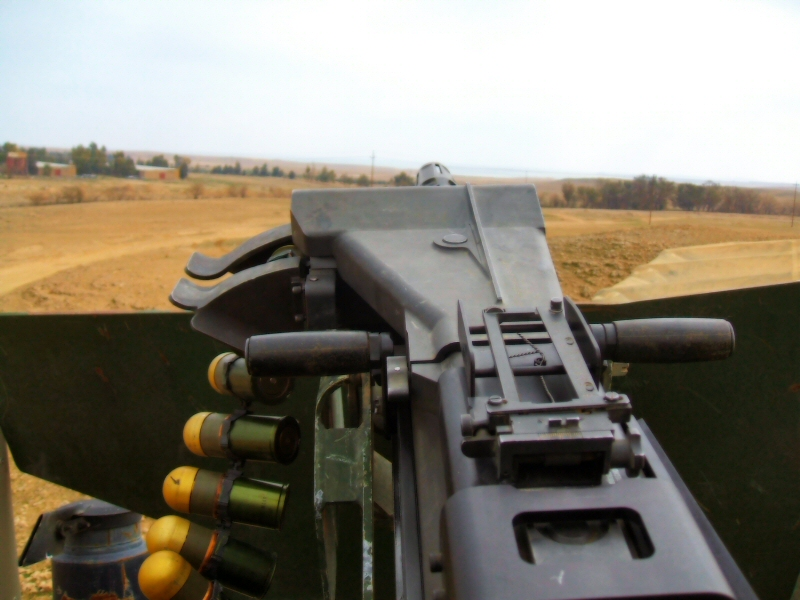
Meerdere 40mm granaten geladen in een Mk 19

De 40mm-granaat is een militaire granaatkaliber voor granaatwerpers. De meest gebruikte afmetingen zijn 40 × 46 mm, al gebruiken sommige wapens 40 × 53 mm. 

## Projectiel
De 40mm-granaten kunnen verschillende substanties bevatten en voor verschillende doeleinden gebruikt worden:
Hoog explosief (HE - High Explosive)
Onbeschermde mensen, binnen een straal van 3,5 m, worden gedood als gevolg van de explosie.
Pantserdoordringend (HEDP, Armor piercing)
De granaat werkt effectief tegen maximaal 50 mm dikke pantserplaten (van bijvoorbeeld tanks). Tegelijkertijd werkt de granaat ook tegen zachtere oppervlakken.
Rode fosfor (Red phosphorus)
Wanneer er een granaat met een concentratie van 30-35 g rode fosfor gebruikt wordt kan deze munitie een brand aan een muur vormen.
Gekleurde rook (Coloured smoke - Ground marker)

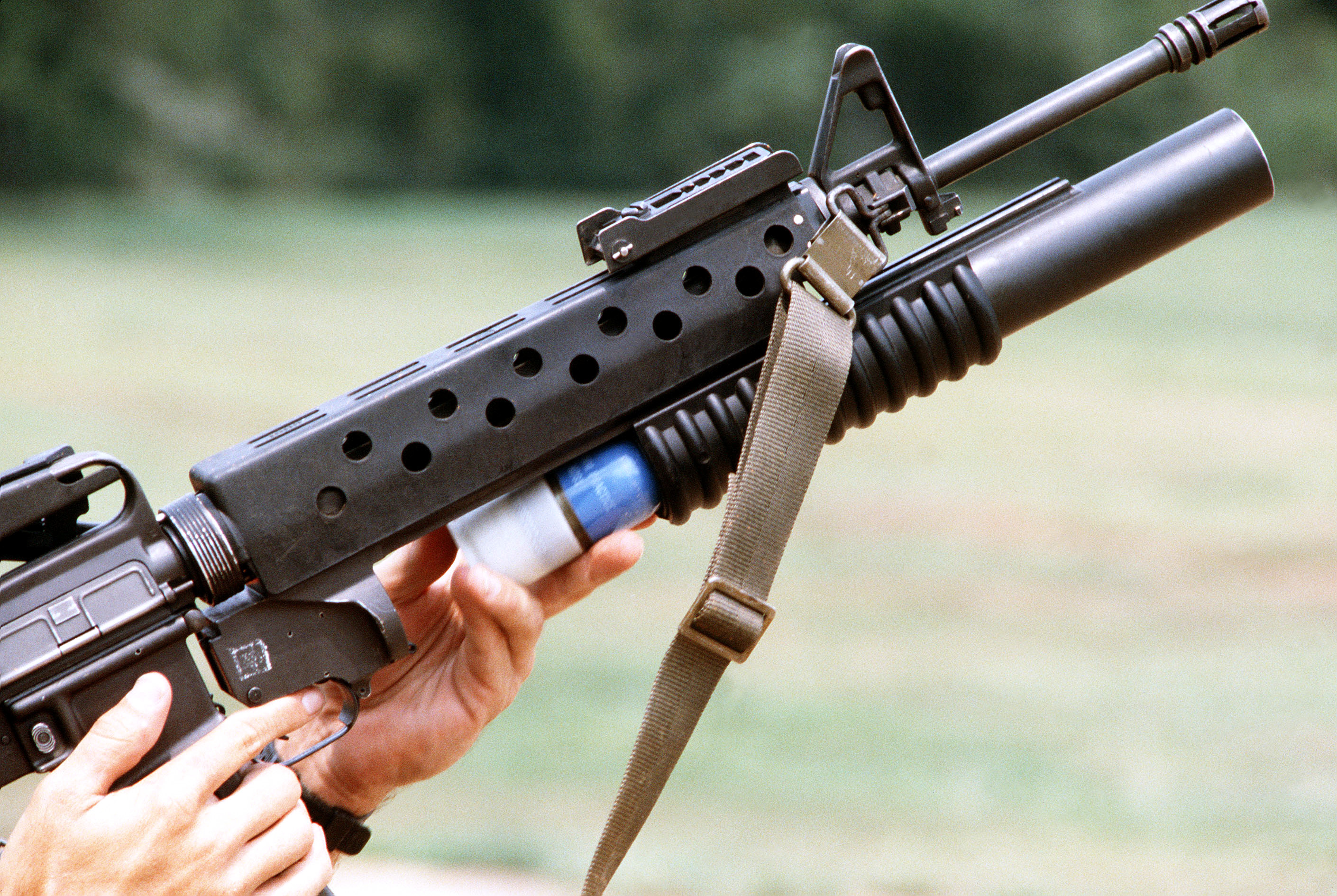
Een oefengranaat wordt geladen in een M203

Stoot een gekleurde rook uit voor maximaal 40 seconden. Er zijn verschillende kleuren beschikbaar op de markt. Kan worden gebruikt als signaal voor nood of een landingsplaats van een luchtvaartuig aangeven.
Lichtkogels (Flares)
Kan worden gebruikt als signaal voor bijvoorbeeld luchtvaartuigen.
Traan- of CS-gas
Rubberen kogels (Crowd dispersal)
Om een menigte uit elkaar te krijgen. De granaat vuurt ongeveer 75 g zware rubberen kogels.
Oefenmunitie (Practice ammunition)
Oefenmunitie wordt meestal gemarkeerd door een blauwe kleur op de granaat. Deze granaten bevatten geen explosieven. Het is wel beschikbaar met flits- en knaleffecten.